# Les Maîtres de l’Amour
Les Maîtres de l’Amour (Die Meister der Liebe) ist eine französischsprachige Buchreihe mit Werken der erotischen Literatur aus verschiedenen Ländern und Völkern. Sie umfasst Werke der alten und neueren Zeit und ist nach Eigenangaben eine „Collection unique des œuvres les plus remarquables des littératures anciennes et modernes traitant des choses de l'amour“ (Eine einzigartige Sammlung der herausragendsten Werke der alten und der modernen Literatur, die sich mit den Dingen der Liebe beschäftigt). Sie erschien seit 1909 in Paris (Rue de Furstemberg 4) als Reihe innerhalb der Bibliothèque des Curieux  (Bibliothek der Neugierigen). Sie erschien bis in die 1930er Jahre. Die Reihe wurde anfänglich von dem französischen Dichter Guillaume Apollinaire (1880–1918) betreut. Er eröffnete die Reihe mit ausgewählten Texten von Pietro Aretino und dem zu dieser Zeit noch relativ unbekannten Marquis de Sade.

## Übersicht
- L'Œuvre du Divin Arétin (2 vol.). Première partie: Les Ragionamenti: La vie des nonnes; La vie des femmes mariées; La vie des courtisanes. Sonnets Luxurieux. Deuxième partie: Les Ragionamenti: L'éducation de la Pippa; Les roueries des hommes; La Ruffinarie Traductions nouvelles et morceaux traduits pour la première fois. Introduction et notes par Guillaume Apollinaire. Essai de bibliographie arétinesque par Guillaume Appolinaire.
- L'Œuvre du Marquis de Sade. Zoloé[2]. Justine. Juliette. La Philosophie dans le boudoir. Les Crimes de l'Amour. Aline et Valcour. Pages choisies. Comprenant des morceaux inédits et des lettres publiées pour la première fois, tirées des Archives de la Comédie-Française. Introduction, essai bibliographique et notes par Guilleaume Apollinaire.
- L'Œuvre du Comte de Mirabeau (Enthält: La Conversion, ou le Libertin de qualité; Hic et Hec, ou l'art de varier les plaisirs de l'amour; Le Rideau levé, ou l'Education de Laure; Le Chien après le Moines; Le Degré des ages du Plaisir. - Enthält außerdem: "Introduction, Essai bibliographique et Notes" von Guillaume Apollinaire)
- L'Œuvre du Chevalier A. de Nerciat (3 vol.)
- L'Œuvre de Giorgio Baffo
- L'Œuvre libertine de Nicolas Chorier
- L'Œuvre libertine des poètes du XIXe siècle Digitalisat
- Le Théâtre d'amour au XVIIIe siècle.
- Le Livre d'amour de l'Orient (I). Ananga-Ranga
- Le Livre d'amour de l'Orient (II).—Le Jardin parfumé
- Le Livre d'amour de l'Orient (III).—Les Kama-Sutra
- Le Livre d'Amour de l'Orient (IV).—Le Bréviaire de la Courtisane.—Les Leçons de l'Entremetteuse
- L'Œuvre des Conteurs libertins de l'Italie (xviiie siècle)
- L'Œuvre de John Cleland (Mémoires de Fanny Hill)
- L'Œuvre de Restif de la Bretonne
- L'Œuvre des Conteurs libertins de l'Italie (xve siècle)
- L'Œuvre libertine de l'Abbé de Voisenon
- L'Œuvre libertine de Crébillon le fils
- Le Livre d'amour des Anciens. Amours des Dieux. - Amour conjugal. La Science de l'Amour, d'après le "De Figuris Veneris" de Forberg. - Le Livre d'amour de Plutarque. La Muse de Straton ou la Couronne de Sodome. Le Livre d'amour de Martial, Catulle, Pétrone, Ausone, etc.
- L'Œuvre libertine des Conteurs russes
- L'Œuvre libertine de Corneille Blessebois (Le Rut)
- L'Œuvre de Choudart-Desforges (Le Poète libertin)
- L'Œuvre de Fr. Delicado (La Lozana Andalusa). Introduction et essai bibliographique par Guillaume Apollinaire.
- L'Œuvre du Seigneur de Brantôme
- L'Œuvre de Pigault-Lebrun
- L'Œuvre de Pétrone. - Le Satyricon.
- L'Œuvre de Casanova de Seingalt
- L'Œuvre priapique des Anciens et des Modernes.
- L'Œuvre de Boccace Florentin (I)
- L'Œuvre poétique de Charles Baudelaire
- L'Œuvre des Conteurs espagnols
- L'Œuvre badine d'Alexis Piron
- L'Œuvre badine de l'Abbé de Grécourt
- L'Œuvre amoureuse de Lucien
- L'Œuvre galante des Conteurs français
- L'Œuvre de Choderlos de Laclos (Les Liaisons dangereuses)
- L'Œuvre des Conteurs allemands (Mémoires d'une Chanteuse) Digitalisat
- L'Œuvre des Conteurs anglais. Devereux und Fernand Laviet: L'Œuvre des Conteurs Anglais première partie; la vénus indienne ou aventures d'amour dans l'hindoustan
- L'Œuvre de Voltaire

[...]